# Sint Joris op 't Zand
Sint Joris op 't Zand of de Heilige Georgiuskerk is een oudkatholieke parochiekerk in de binnenstad van Amersfoort. 

## Geschiedenis
Al sinds 1692 heeft hier een katholieke schuilkerk gestaan. Omdat de middeleeuwse Joriskerk sinds de reformatie in gebruik was door de protestanten, waren de katholieken van Amersfoort genoodzaakt gebruik te maken van schuilkerkjes. Door een geschil binnen de katholieke kerk in Nederland kwam in 1723 een scheiding tussen de Rooms-Katholieke Kerk en de Oud-Katholieke Kerk. Sint Joris op 't Zand werd toen oudkatholiek. Hoewel zij hun toevlucht moesten nemen tot schuilkerken, waren de oudkatholieken toch bevoorrecht boven de rooms-katholieken. Zodoende kregen zij de beschikking over de resten van het Mariabeeldje van het Mirakel van Amersfoort.
In 1927 werd een nieuwe kerk gebouwd in de stijl van de Amsterdamse School. Het interieur echter is voor een groot deel zeventiende-eeuws.